# Laingia psammae
Laingia psammae är en insektsart som beskrevs av Theobald 1922. Laingia psammae ingår i släktet Laingia och familjen långrörsbladlöss. Arten är reproducerande i Sverige. Inga underarter finns listade i Catalogue of Life.